# Xã Cherokee, Quận Sharp, Arkansas
Xã Cherokee (tiếng Anh: Cherokee Township) là một xã thuộc quận Sharp, tiểu bang Arkansas, Hoa Kỳ. Năm 2010, dân số của xã này là 4.129 người.